# Gröpern 24 (Quedlinburg)

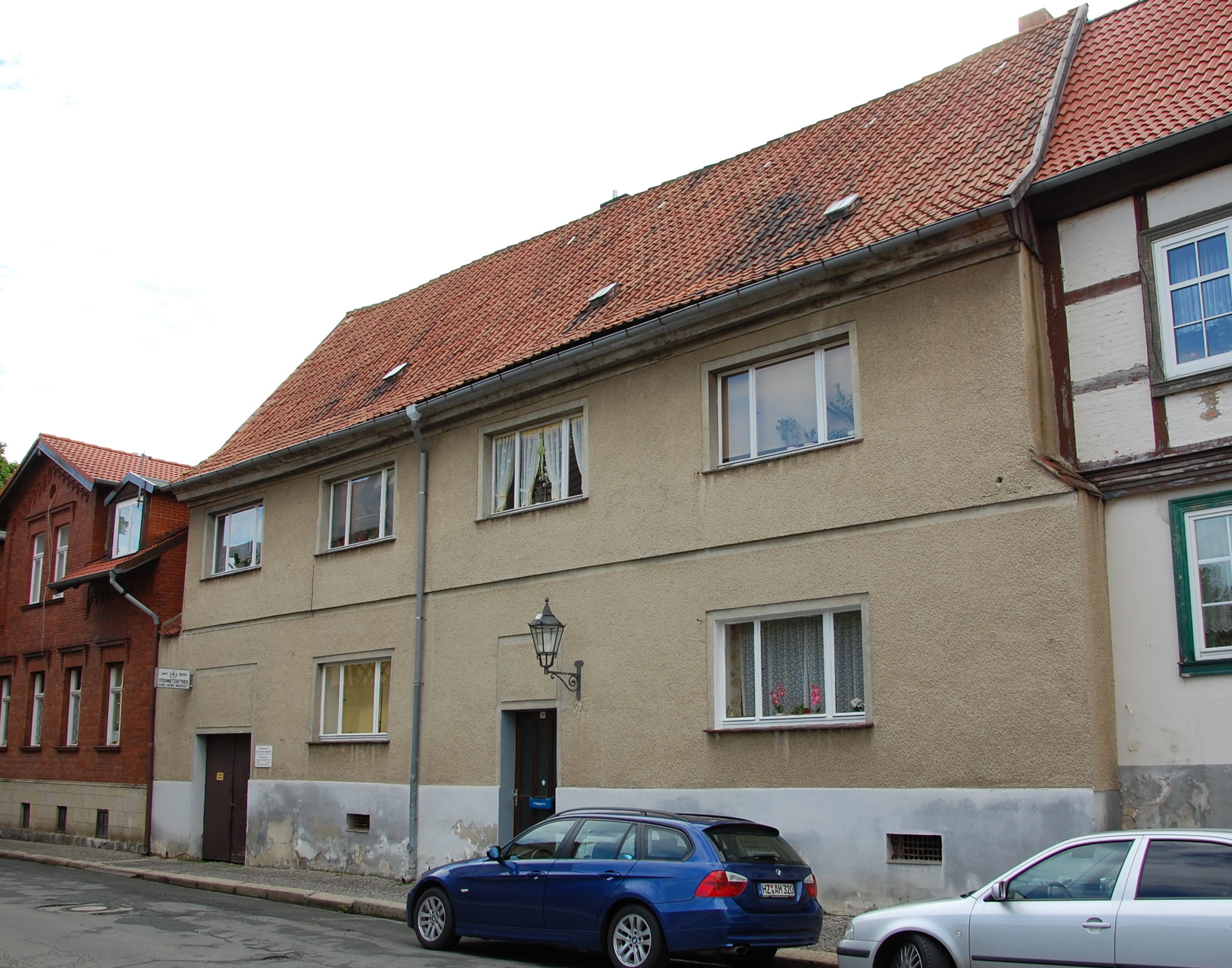
Haus Gröpern 24

Das Haus Gröpern 24 ist ein denkmalgeschütztes Gebäude in Quedlinburg in Sachsen-Anhalt.

## Lage
Das im Quedlinburger Denkmalverzeichnis als Ackerbürgerhof eingetragene Gebäude befindet sich nördlichen der Quedlinburger Altstadt auf der Ostseite der Straße Gröpern. Es gehört zum UNESCO-Weltkulturerbe. Südlich grenzt das gleichfalls denkmalgeschützte Haus Gröpern 25 an.

## Architektur und Geschichte
Die ältesten Teile des Hofs gehen auf die zweite Hälfte des 17. Jahrhunderts zurück. Überwiegend stammt die Bausubstanz aus der Zeit des Spätbarock aus der zweiten Hälfte des 18. Jahrhunderts. Dies betrifft insbesondere Teile der Inneneinrichtung und die Treppe. Ein auf dem Hof befindlicher Gebäudeflügel verfügt über mit Zierausmauerungen versehene Gefache. Darüber hinaus kragt das Obergeschoss des Hofflügels vor.
Die Fassade des Hauses wurde später umfangreich und entstellend verändert.